# تسیلینگ
تسیلینگ (به فرانسوی: Zilling) یک کمون در فرانسه است که در Canton of Phalsbourg واقع شده‌است.

## خصوصیات
تسیلینگ ۳٫۵۸ کیلومترمربع مساحت و ۲۵۸ نفر جمعیت دارد و ۳۲۵ متر بالاتر از سطح دریا واقع شده‌است.